# خلف الكواليس في المتحف
خلف الكواليس في المتحف هي الرواية الأولى للروائية البريطانية كيت أتكينسون، والتي نشرت في عام 1995. يغطي الكتاب تجارب روبي لينوكس، وهي فتاة من عائلة إنجليزية من الطبقة العاملة تعيش في يورك. المتحف المقصود بالعنوان هو متحف قلعة يورك [الإنجليزية]، والذي يضم من بين معروضاته واجهات منازل قديمة من المدينة، تشبه تلك التي تعيش فيها عائلة روبي.

## الشخصيات الأساسية
- أليس باركر، جدة روبي الكبرى
- نيل، جدة روبي لأمها.
- ليليان، أخت نيل.
- بونتي، والدة روبي، ابنة نيل.
- جورج، والد روبي.
- روبي لينوكس، ابنة بونتي
- جيليان لينوكس، أخت روبي الكبرى
- باتريشيا لينوكس، أخت روبي الكبرى

## الجوائز
فاز الكتاب بجائزة كتاب ويتبريد لعام 1995، متغلبًا على رواية زفرة العربي الأخيرة لسلمان رشدي وسيرة ويليام إيوارت غلادستون بقلم روي جينكينز. وحصل الكتاب أيضًا على جائزة بوكي لعام 1996.